# Viktor Rumpelmayer

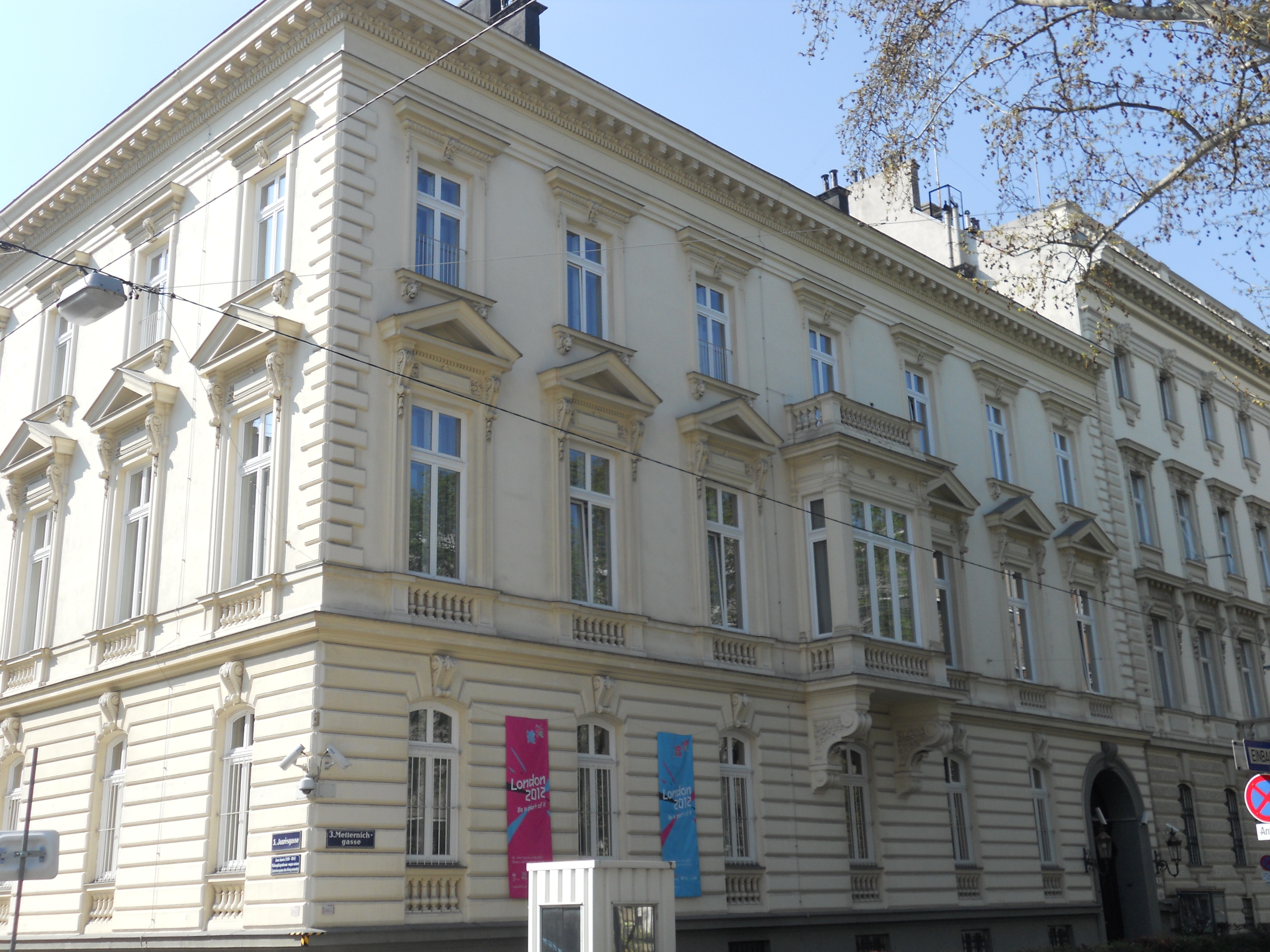
Residenz der Britischen Botschaft Wien

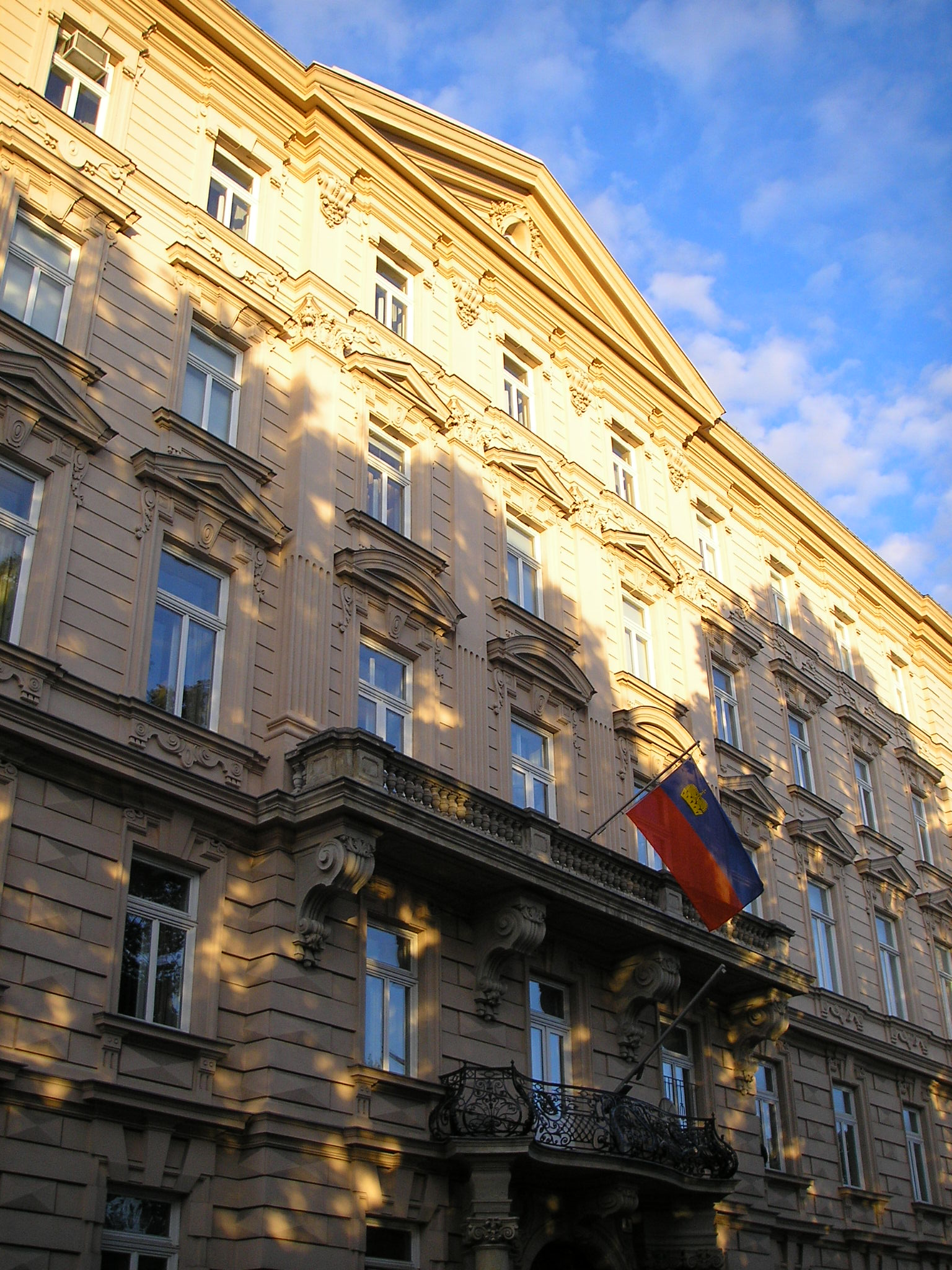
Palais Figdor, Wien

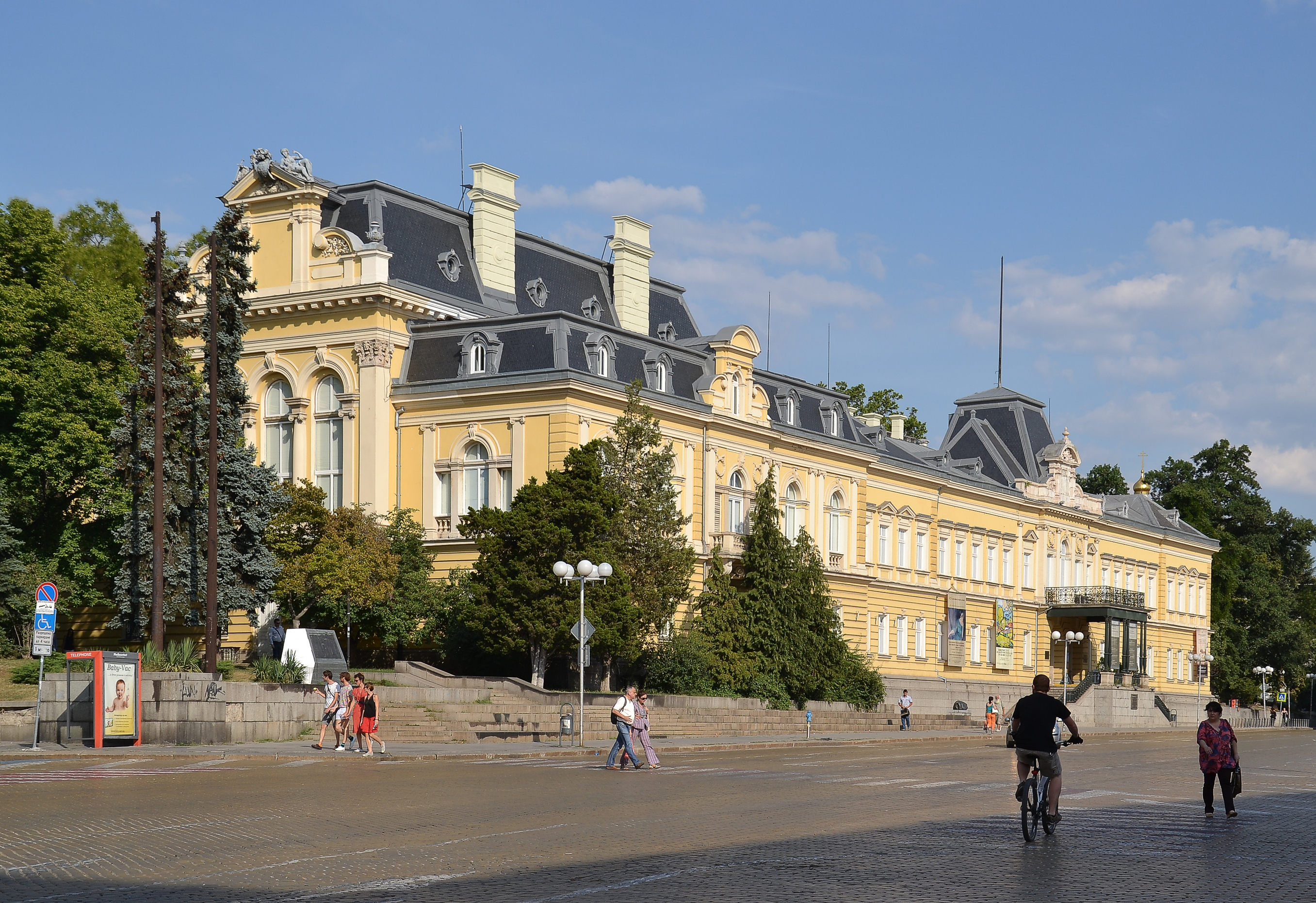
Königspalast, Sofia

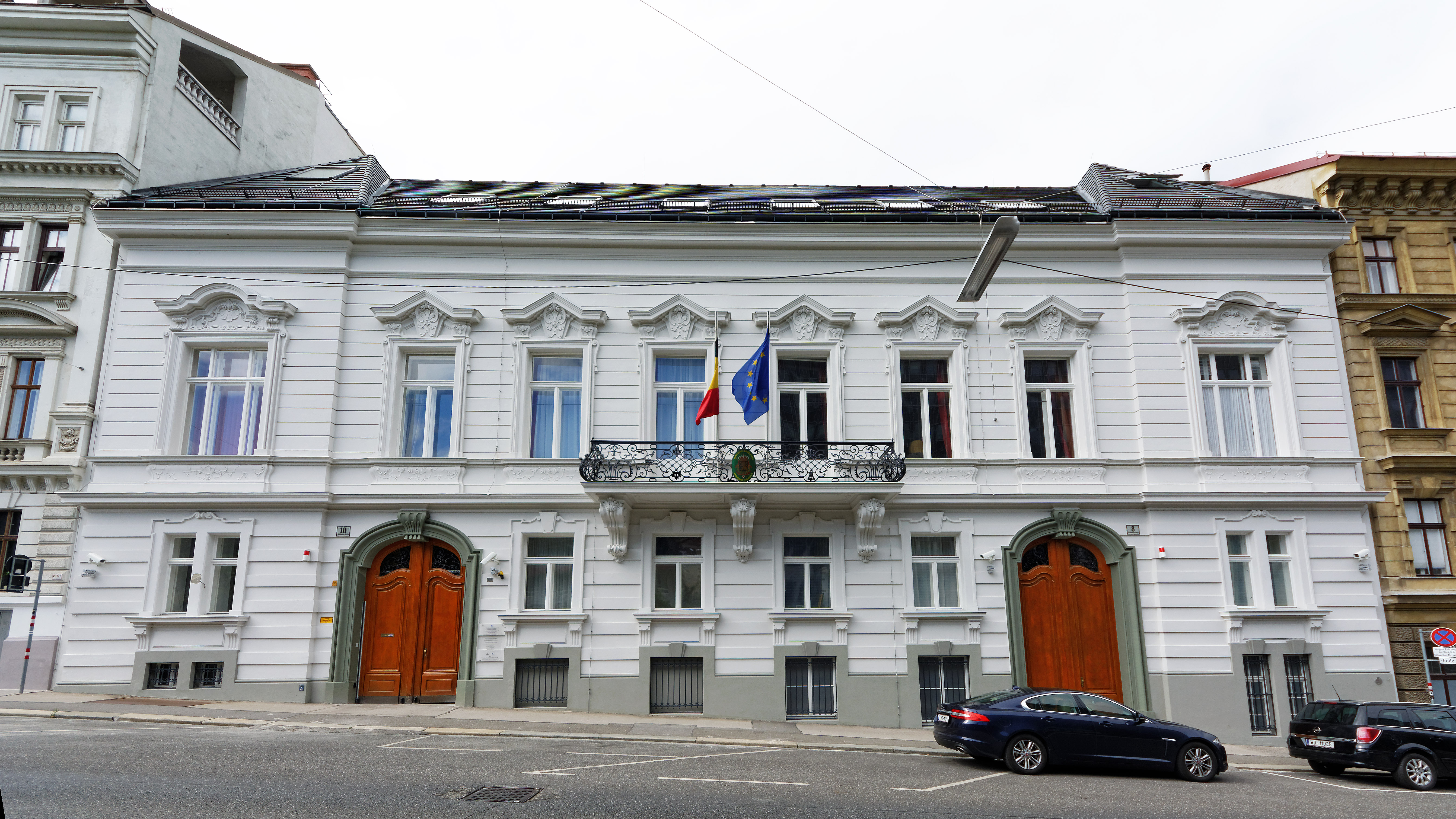
Palais Hohenlohe-Bartenstein, Wien

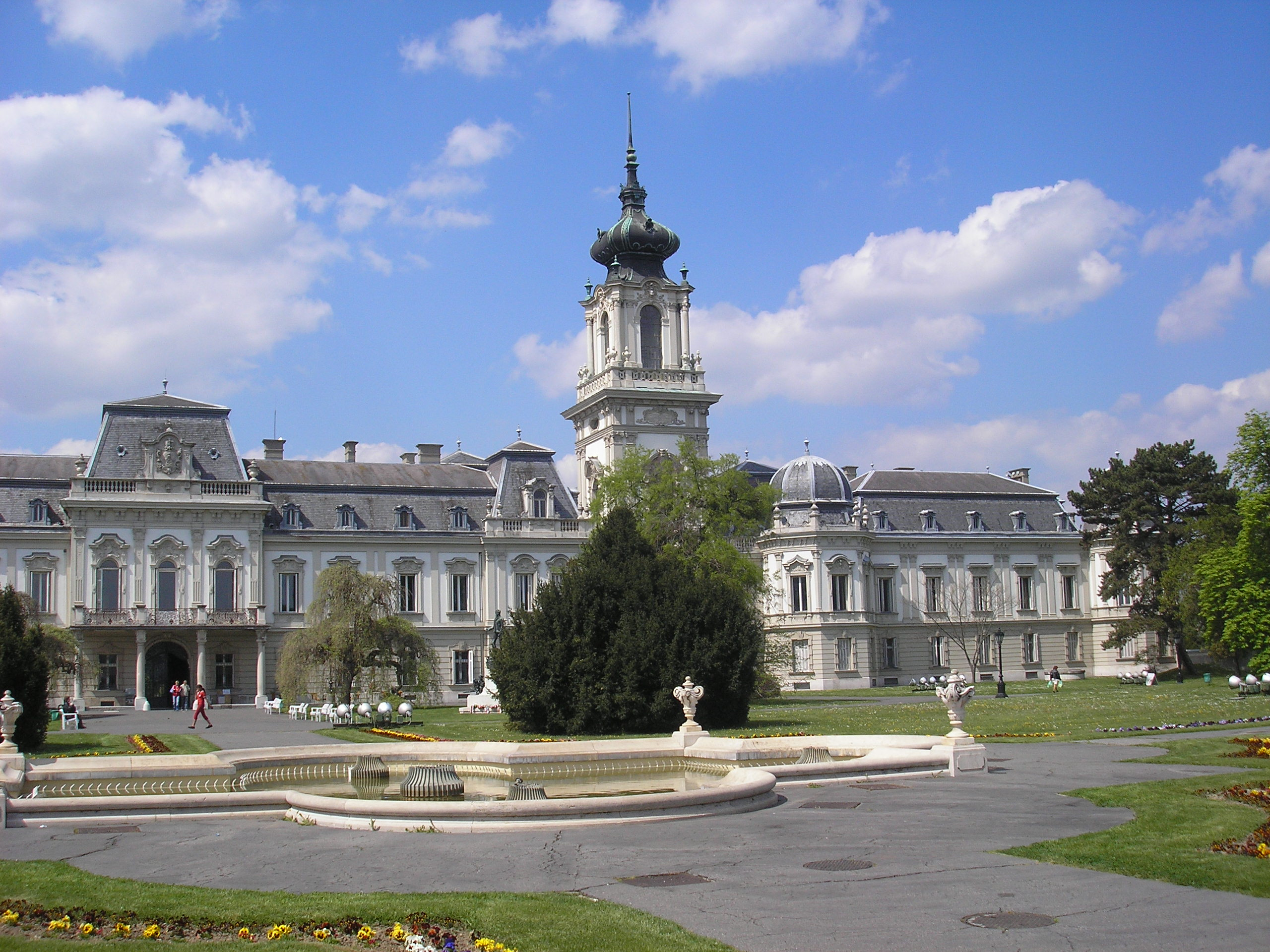
Schloss Festetics, Keszthely

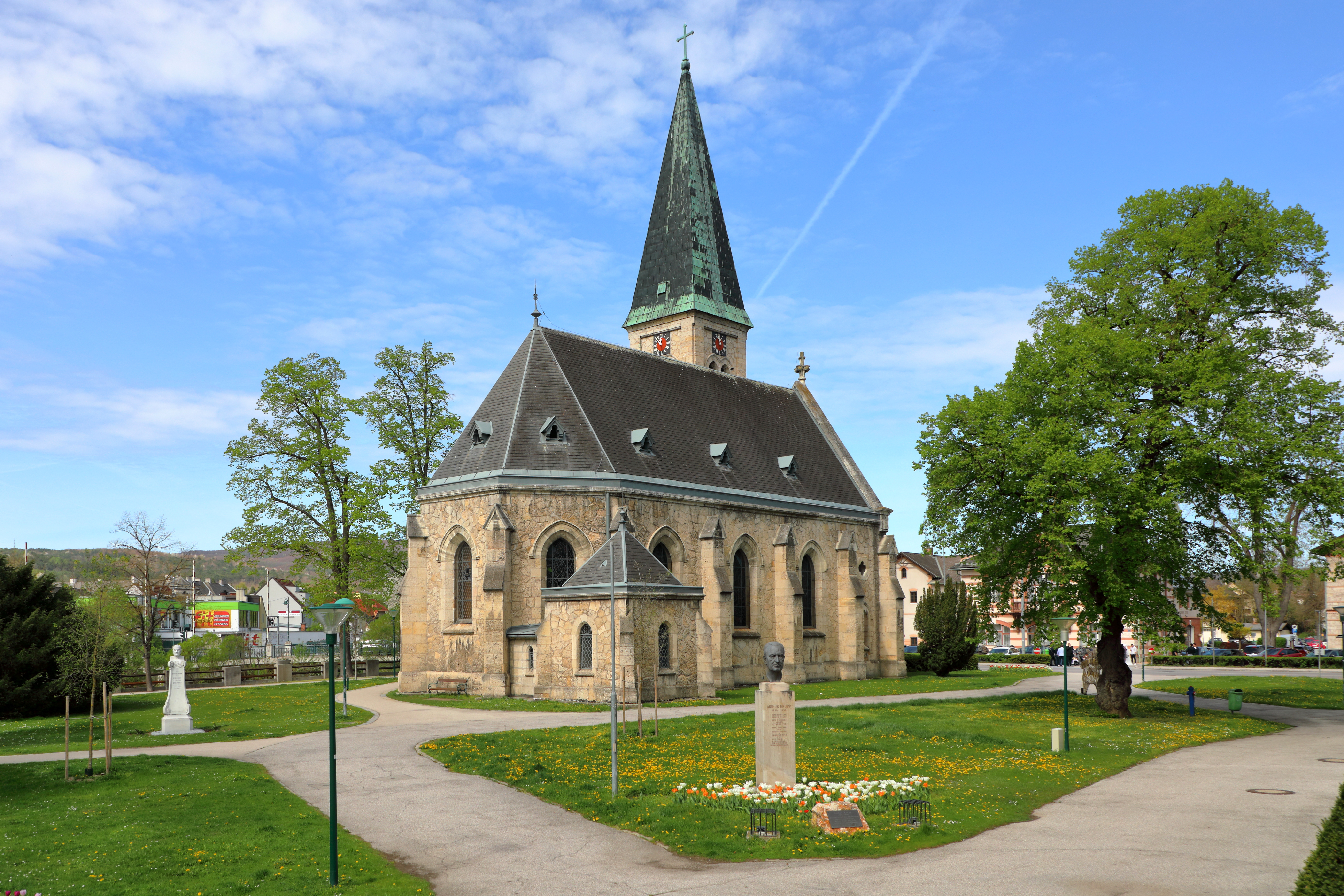
Marienkirche in Berndorf (1881–1883)

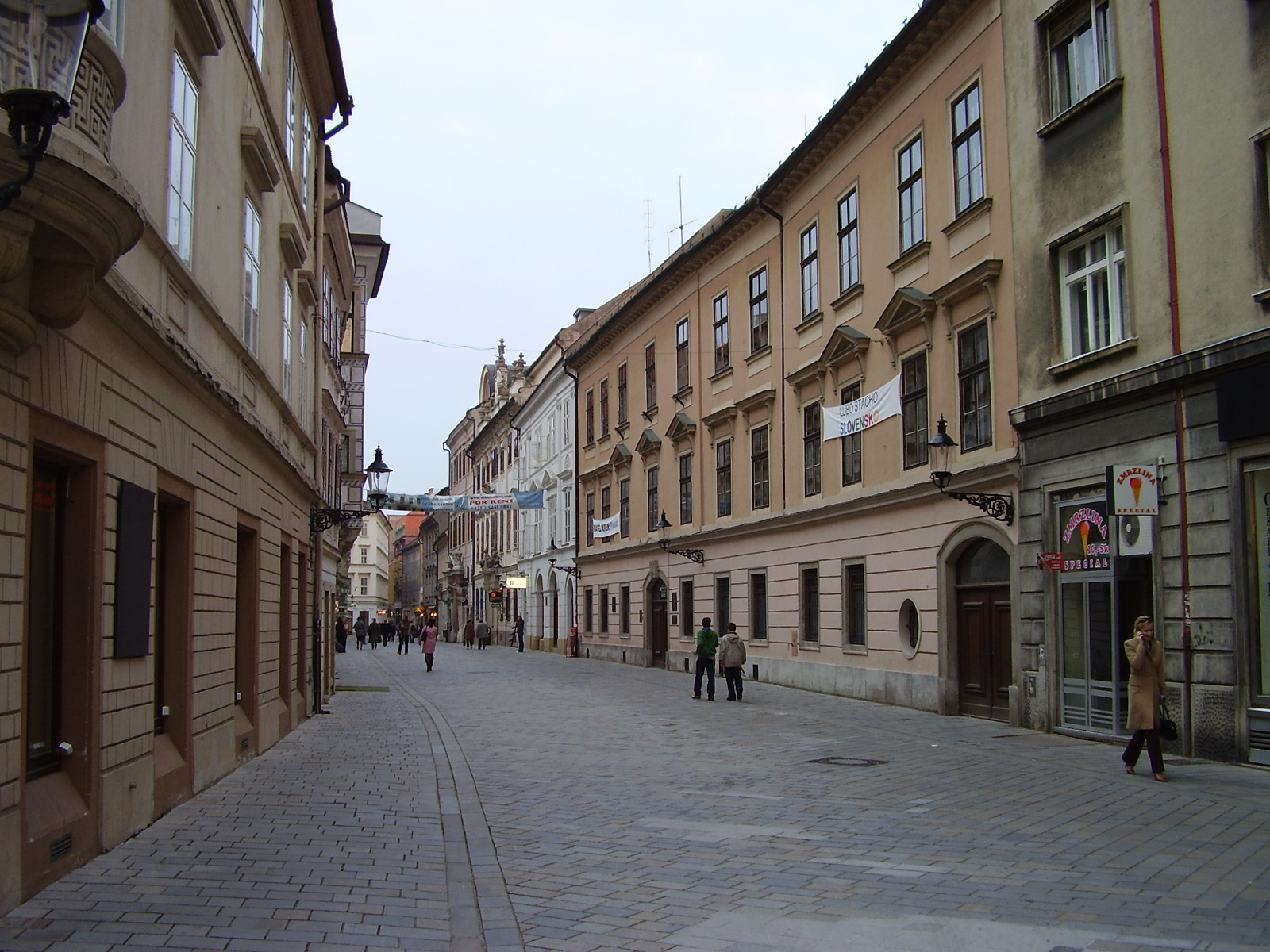
Palais Pálffy, Pressburg

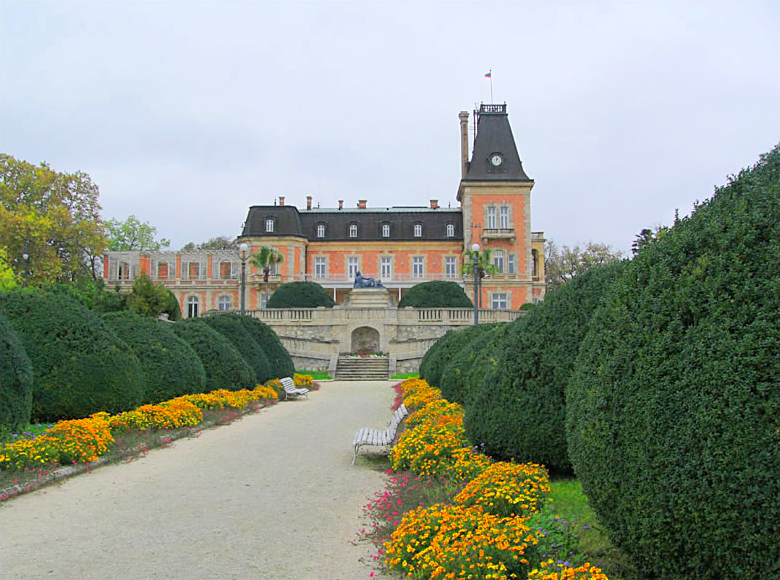
Palast Euxinograd

Viktor Rumpelmayer (auch Rumpelmeyer; * 7. November 1830 in Preßburg; † 14. Juni 1885 in Wien) war ein österreichischer Architekt des 19. Jahrhunderts.

## Leben

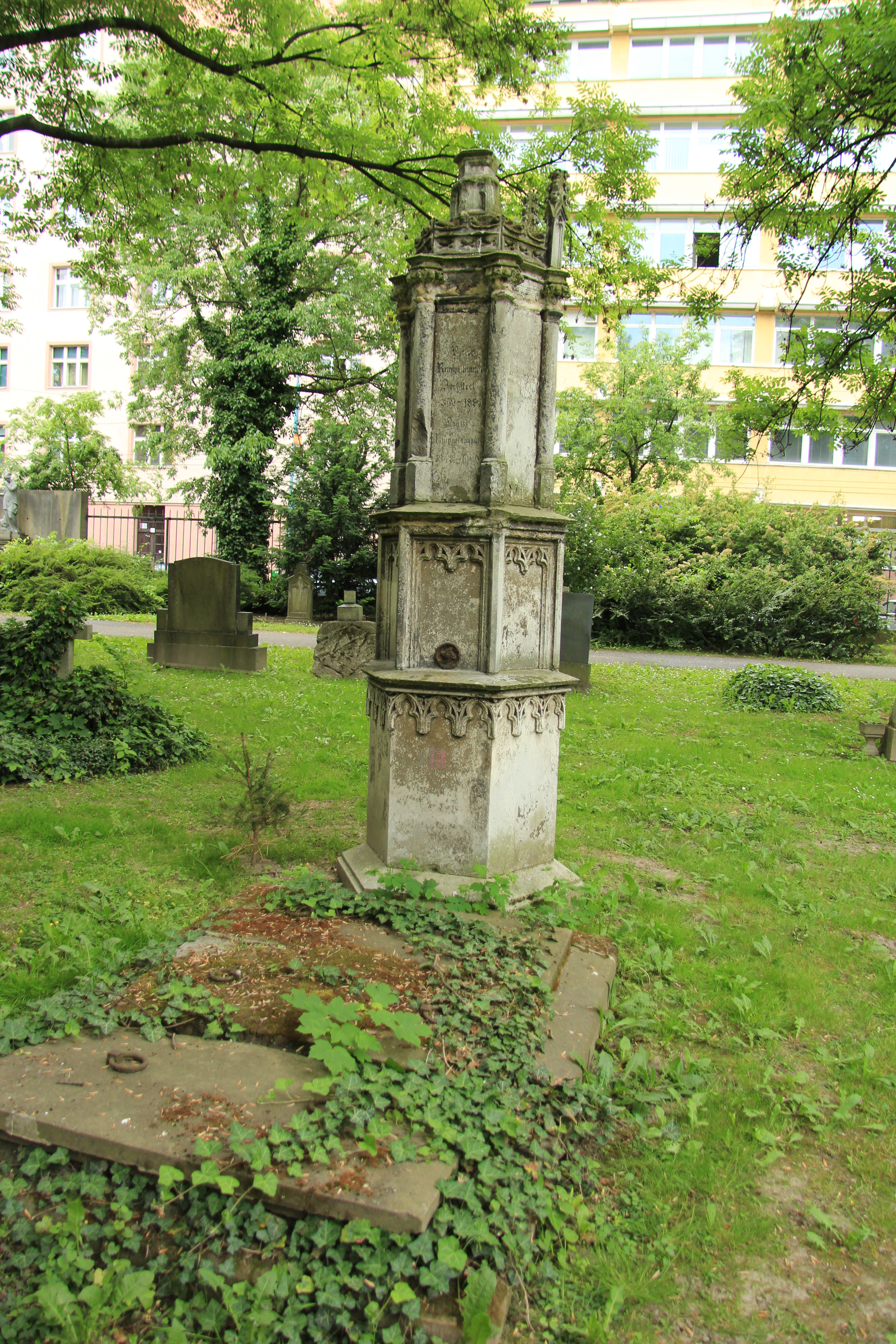
Grab Viktor Rumpelmayers im Andreas-Friedhof zu Preßburg.

Der Sohn eines Steinmetzmeisters absolvierte zunächst eine Lehre bei seinem Vater. 1847 zog er nach München und war Gasthörer an der Polytechnischen Schule. Seit dem 12. Mai 1849 studierte er bis 1853 Baukunst an der Akademie der Bildenden Künste München u. a. bei Ludwig Lange.
Nach dem Diplom folgte ein längerer Paris-Aufenthalt, der für seine spätere Schaffensweise, vor allem bei Innenarchitekturen, von Bedeutung sein sollte. Als Architekt wirkte er zunächst bei den Weltausstellungen London 1862 und Paris 1867. In Paris baute er den „portugiesischen Pavillon“. Mitte der 1860er Jahre kam er nach Wien und arbeitete bei den Architekten Eduard van der Nüll und August Sicard von Sicardsburg, wo er u. a. am Bau des ersten Haashauses beteiligt war. Danach machte er sich selbständig und gründete 1872 ein eigenes Atelier. Er baute eine Reihe von repräsentativen Stadtpalästen und Wohnhäusern in Wien und Pressburg im sogenannten Ringstraßenstil. Projekte gab es auch außerhalb Österreichs, wie in Ungarn (Schloss Festetics in Keszthely) und für Fürst Alexander I. Battenberg in Bulgarien (Umbau Fürstenpalast in Sofia und Sommerpalast Euxinograd an der Schwarzmeerküste).
Rumpelmayer starb 1885 mit 55 Jahren und wurde auf dem Andreas-Friedhof in Bratislava begraben. Seine Frau Luise (1848–1890) folgte ihm. Die im neugotischen Stil gestaltete Grabstele ist erhalten und ist in die Denkmalliste von Bratislava eingetragen.

## Bauten und Projekte
- 1872 Palais Sigray St. Marsan, Wien, Sankt Marsan 3, Jauresgasse 9; heute Iranische Botschaft
- 1873 Britische Botschafterresidenz, Metternichgasse 6,[4] Jauresgasse 8
- 1874–1876 „Lloyd-Hof“, Praterstraße 11, 13, 15
- 1875–1887 Christ Church Vienna, Wien, Jaurèsgasse 17–21
- 1875 Palais Figdor, Löwelstraße 8, erbaut für die Familie Figdor, heute Sitz der Botschaften von Lichtenstein und Spanien
- 1877 Palast des Fürsten Dietrichstein-Mensdorf: I., Minoritenplatz 4[5]
- 1878–1882 Königspalast (heute Nationalgalerie) in Sofia
- 1878 Palais Nathaniel Rothschild, Wien, Plößlgasse 8, offenbar zusammen mit anderen Architekten
- 1879 Botschaftspalais der kaiserlich Deutschen Botschaft, Rennweg, (1938–1945 nach Planung von Josef Hoffmann umgebaut, 1957–1958 nach Bombenschäden abgebrochen).
- 1880–1882 Palais Rosa Hohenlohe-Bartenstein, IV., Hungelbrunngasse 8,[5] heute Belgische Botschaft, Wien, Schönburgstraße 8–10
- 1880 Palais Apponyi, Wien, Johann-Strauß-Gasse 7
- 1880 Mietpalais 4, Wien, Schwindgasse 4
- 1880 Umbau des Schlosses Festetics in Keszthely am Plattensee
- 1881–1883 Marienkirche, Berndorf
- 1885 Palais Pálffy, Pressburg, Panskastraße
- 1890–91 Schloss Euxinograd, frühere Sommerresidenz der bulgarischen Zaren am Schwarzen Meer.

## Auszeichnungen
- 1868 Ritter der französischen Ehrenlegion
- 1881 Ritter IV. Klasse des preußischen Roten Adlerordens
- Goldenes Verdienstkreuz
- Ritter des portugiesischen Ordens unserer lieben Frau von Vila Viçosa